# Прогресивна музика
Прогресивна музика (англ. Progressive music) в сучасному значенні — широкий термін, що з деяким наближенням може стосуватися музичних композицій різних музичних напрямків. Термін може застосовуватися в двох значеннях:
- Стосовно музики, які, відштовхуючись від певного базового стилю, починають використовувати певні інновації або запозичують певні елементи інших стилів, створюючи в результаті новий, або гібрідний напрямок.
- Стосовно музики, що характеризується поступовим накопиченням енергії впродовж треку або впродовж музичного альбому.

### Прогресивний джаз
Вперше термін «прогресивний» з'явився стосовно джазової музики. Термін, вжитий Стеном Кентоном (Stan Kenton), відносився до кул-джазових треків, що використовували інструментовку, яка наближала їх до артроку. Цей стиль близько співвідносився із бібопом.

### Прогресивний рок
В рок музиці, даний термін звичайно описує музику, що розширяє традиційні структури шляхом запозичення впливу джазової, симфонічної, народної та етнічної музики. Музиканти прогресивного року часто зв'язувують пісні таким чином, що весь альбом являє собою цілісну музичну композицію. Довгі треки можуть бути розділеними на окремі частини, але кожна з них матиме своє місце в композиції. Важливим аспектом прогресивного року є зіставлення контрасних елементів, наприклад швидких і динамічних з повільними і тихими.
Прогресивному року не тільки властиві виразні мелодичні побудови, але також і використання складних гармонічних конструкцій, характерних сучасній академічній музиці або запозичених з джазової теорії.
Популярність прогресивного року зросла в першій половині 1970-х років з такими гуртами як Pink Floyd, Yes, Genesis, Emerson, Lake & Palmer та King Crimson. Багато з цих гуртів вийшли з британських мистецьких шкіл 1960-х років.

### Прогресивний метал
Хоча хард-рокові гурти 1970-х років такі як Deep Purple, King Crimson та Rush, іноді наближалися до прогресивного металу, вважається, що прогресивний метал виник на початку 1980-х з такими гуртами як Diamond Head (Lightning to the Nations), Metallica (...And Justice For All) та Megadeth (Rust In Peace), що використовували складні гітарні композиції, зміни розміру, їхні пісні були задовгими для хард-року. Використовуючи властивий прогресивному року 1970-х років звук, прогресивний метал розвивався у творчості таких гуртів як Dream Theater, Fates Warning, Queensrÿche, Symphony X, Opeth, The Mars Volta і Tool.

### Прогресивна електронна музика
В стилях сучасної танцювальної музики, таких як хауз, техно, данс, транс і брейкбіт, термін «прогресивний», може означати використання нової інструментовки з метою пошуку нових звучань або, частіше, використання поступового (не властивого наприклад хард хаузу) прискорення (з використанням зсуву тональності (pitch shift) або зрушення темпу (timestratch)) всередині треку. Ця техніка широко використовувалась диск-жокеями в танцклубах.